# Bruno Fedi
Bruno Fedi (1896 – Pisa, 24 agosto 1958) è stato un religioso italiano, membro dell'Ordine francescano e cappellano militare.

## Biografia
Frate minore conventuale, fu anche cappellano militare in Africa. È ricordato in quanto creatore del "Villaggio del Fanciullo" (fondato nel 1948 a Pisa) e della "Città dei Ragazzi".
Fu a lungo cappellano militare, inizialmente nella prima guerra mondiale, poi in Africa Orientale, in Libia ed in Albania.
Egli, oltre ad aprire il convento di San Francesco in Pisa a ragazzi sbandati o provenienti da famiglie molto povere per dare a tutti un aiuto materiale e un'educazione, accolse anche i giovani che seguivano il metodo educativo dello scautismo. 
Padre Fedi trasformò a questo scopo il convento nel "Villaggio del Fanciullo" e, più tardi, nel 1948, nella "Città dei Ragazzi". Fu così che costruì "una società in miniatura" fatta di regole proprie. Nonostante l'aiuto di numerosi benefattori pisani ed americani, dovette affrontare diversi problemi che derivavano dalle scarse risorse economiche. Affrontando le difficoltà, egli riuscì a trasformare i ragazzi, presi dalla strada totalmente disabituati alla disciplina e sordi a qualsiasi legge morale, in persone che si assoggettavano volontariamente all'autorità di altri ragazzi e che lavoravano per un utile più collettivo che personale.
Pure i giovani esploratori scout cercarono di dare una mano e contribuire, per quanto possibile, con varie iniziative. Padre Bruno Fedi non aveva paura di andare controcorrente, se questo significava essere fedele ai suoi principi ed alle sue convinzioni.
Nel 1950 il villaggio creato da Padre Fedi fu oggetto di un cortometraggio intitolato La favola d'oro, presentato al Festival di Venezia.
Padre Bruno Fedi morì a 62 anni il 24 agosto del 1958. I suoi diritti di sepoltura (nel cimitero suburbano, campo numero 1, tomba 252), sono stati prorogati di cento anni nel 2009, per disposizione del Comune. A lui a Pisa sono stati dedicati una via ("via Padre B. Fedi"), e un busto con una lapide nel porticato del chiostro del Convento di S.Francesco.